# Appleseed (manga)
Appleseed (アップルシード Appurushīdo?) es un manga creado por Masamune Shirow. La serie sigue las aventuras de los miembros de ESWAT Deunan Knute y Briareos Hecatonchires en Olympus. Como es común en los trabajos de Masamune, Apleseed combina elementos de cyberpunk y mecha con alta carga política, filosofía y sociología. El manga fue publicado originalmente entre 1985 y 1989 con 4 tomos recopilatorios. Se adaptó en dos series de OVAS, dos películas para cine y dos videojuegos. En España el manga ha sido publicado por Planeta DeAgostini, también fueron licenciadas y distribuidas las tres películas relacionadas con Appleseed.

## Adaptaciones
- Appleseed (1988), película animada dirigida por Kazuyoshi Katayama
- Appleseed (2004), película animada dirigida por Shinji Aramaki
- Appleseed EX Machina (2007), película animada dirigida por Shinji Aramaki
- Appleseed XIII (2011), serie animada dirigida por Takayuki Hamana y Katsutaka Nanba
- Appleseed Alpha (2014), película animada dirigida por Shinji Aramaki